# Jhenaigati
Jhenaigati (en bengali : ঝিনায়গাতি) est une upazila du Bangladesh dans le district de Sherpur. En 2001, on y dénombrait 155 067 habitants.